# Kruk, Volodarsk-Volînskîi
Kruk (în ucraineană Крук) este un sat în comuna Suhovolea din raionul Volodarsk-Volînskîi, regiunea Jîtomîr, Ucraina.

## Demografie
Componența lingvistică a localității Kruk
     Ucraineană (98,33%)
     Alte limbi (0,83%)
Conform recensământului din 2001, majoritatea populației localității Kruk era vorbitoare de ucraineană (98,33%), existând în minoritate și vorbitori de alte limbi.